# Luis Calvet
Luis Calvet Sandoz (Castellón de la Plana, 7 de marzo de 1888-Barcelona, noviembre de 1936) fue un tirador español. Logró cuatro medallas en el Campeonato Mundial de Tiro y participó en dos ediciones de los Juegos Olímpicos. Fue militar de profesión, siendo capitán en el Ejército español, en el que también servía su hermano Francisco.
Participó en dos ediciones de los Juegos Olímpicos: los de Amberes 1920 y los de Los Ángeles 1932, 12 años después de su primera participación. En los juegos de 1920, su nombre aparece en los resultados de las diez pruebas de tiro, incluyendo las ocho pruebas por equipos. Su mejor puesto fue el sexto lugar obtenido en la prueba de pistola militar a 30 m por equipos. Se desconocen sus resultados en las dos pruebas individuales en las que participó. En 1932, solo participó en la prueba de pistola rápida a 25 m, en la que ocupó el 13.º puesto, ex aequo con su compatriota Manuel Corrales Gallego y el brasileño Eugenio do Amaralem.
Ganó en su carrera de cuatro medallas de la Campeonato Mundial de Tiro, tres de ellas compitiendo por equipos.
Murió fusilado en Barcelona, en los inicios de la Guerra Civil Española, en noviembre de 1936.[cita requerida]

## Resultados en los Juegos Olímpicos
| Juegos                               | Prueba                                                      | Puntos               | Posición    |
| ------------------------------------ | ----------------------------------------------------------- | -------------------- | ----------- |
| Juegos Olímpicos de Amberes 1920     | Pistola rápida, 30m                                         | 1224 puntos (equipo) | 6 (de 9)    |
| Juegos Olímpicos de Amberes 1920     | Pistola estilo libre, 50 m, por equipos                     | 2010 puntos (equipo) | 12 (de 13)  |
| Juegos Olímpicos de Amberes 1920     | Rifle estilo libre, tres posiciones, 300 m                  | Sin datos            | Desconocido |
| Juegos Olímpicos de Amberes 1920     | Rifle estilo libre, tres posiciones, 300 m, por equipos     | 4080 puntos (equipo) | 11 (de 14)  |
| Juegos Olímpicos de Amberes 1920     | Rifle militar en posición tendida, 300 m, por equipos       | 278 puntos (equipo)  | 7 (de 15)   |
| Juegos Olímpicos de Amberes 1920     | Rifle militar en posición tendida, 600 m, por equipos       | 253 puntos (equipo)  | 13 (de 14)  |
| Juegos Olímpicos de Amberes 1920     | Rifle militar de pie, 300 m, por equipos                    | 200 puntos (equipo)  | 14T (de 15) |
| Juegos Olímpicos de Amberes 1920     | Rifle militar en posición tendida, 300 y 600 m, por equipos | 510 puntos (equipo)  | 12 (de 14)  |
| Juegos Olímpicos de Amberes 1920     | Rifle de pequeño calibre de pie, 50 m                       | Sin datos            | Desconocido |
| Juegos Olímpicos de Amberes 1920     | Rifle de pequeño calibre de pie, 50 m, equipo               | 1753 puntos (equipo) | 9 (de 10)   |
| Juegos Olímpicos de Los Ángeles 1932 | Pistola de tiro rápido, 25 m                                | 17 puntos            | 13T (de 18) |

## Medallas en el Campeonato del Mundo
| Campeonato     | Categoría                          | Resultado   | Posición |
| -------------- | ---------------------------------- | ----------- | -------- |
| Roma 1927      | Pistola militar a 50 m por equipos | 2481 puntos | 3..º     |
| La Haya 1928   | Pistola militar a 50 m por equipos | 2509 puntos | 2..º     |
| Estocolmo 1929 | Pistola militar a 50 m por equipos | 2561 puntos | 2..º     |
| Granada 1933   | Pistola rápida a 25 m              | 18 puntos   | 3..º     |